# Lập pháp viện Trung Hoa Dân Quốc
Lập pháp viện (立法院) là cơ quan lập pháp tối cao của Trung Hoa Dân quốc, gồm 113 thành viên. Tiền thân là Quốc hội sơ niên ở Bắc Kinh từ năm 1913 tới năm 1925. Năm 1928, Lập pháp viện được Chính phủ Quốc dân Đảng thành lập làm cơ quan phụ thuộc chính phủ ở Nam Kinh trên cơ sở thực hiện lý luận hiến pháp ngũ quyền của Tôn Trung Sơn. Sau khi Hiến pháp Trung Hoa Dân quốc có hiệu lực vào ngày 25 tháng 12 năm 1947, Lập pháp viện trở thành cơ quan lập pháp chính thức. Năm 1992, lần đầu tiên toàn thể Lập pháp viện được bầu lại kể từ năm 1948. Sau khi Quốc dân Đại hội bị giải thể vào năm 2005, Lập pháp viện được công nhận là quốc hội của Đài Loan.

## Nhiệm vụ và quyền hạn
Lập pháp viện có nhiệm vụ xem xét dự luật và dự toán ngân sách nhà nước. Ngoài ra, Lập pháp viện bỏ phiếu bất tín nhiệm đối với Viện trưởng Hành chính viện nếu có một phần ba tổng số ủy viên lập pháp yêu cầu. Lập pháp viện có các quyền hạn sau đây:
1. Làm luật
2. Sửa đổi hiến pháp
3. Quyết định dự toán ngân sách nhà nước và phê chuẩn quyết toán ngân sách nhà nước
4. Quyết định đại xá
5. Quyết định tuyên chiến, nghị hòa
6. Phê chuẩn điều ước quốc tế
7. Phê chuẩn nhân sự: viện trưởng, phó viện trưởng, các thẩm phán Tư pháp viện; viện trưởng, phó viện trưởng, các ủy viên Giám sát viện; tổng kiểm toán; viện trưởng, phó viện trưởng, các ủy viên Khảo thí viện; viện trưởng Viện kiểm sát tối cao; chủ nhiệm, phó chủ nhiệm, các ủy viên Ủy ban Bầu cử Trung ương; v.v.
8. Phê chuẩn lệnh giới nghiêm, lệnh khẩn cấp
9. Chất vấn thủ trưởng các bộ, ủy ban Hành chính viện
10. Bỏ phiếu bất tín nhiệm đối với viện trưởng Hành chính viện
11. Bầu bổ khuyết phó tổng thống
12. Quyết định đàn hặc, cách chức tổng thống, phó tổng thống
13. Quyết định đề nghị xem xét lại dự luật của Hành chính viện
14. Mở phiên điều trần

### Thủ tục lập pháp
Hành chính viện, Tư pháp viện, Khảo thí viện, Giám sát viện, ủy viên lập pháp và đảng đoàn trong Lập pháp viện có quyền trình dự án luật trước Lập pháp viện nhưng chỉ Hành chính viện có quyền trình dự toán ngân sách nhà nước. Ủy ban Trình tự xem xét dự án rồi đưa vào chương trình nghị sự. Sau khi được giới thiệu, dự án được giao cho ủy ban thẩm tra thảo luận hoặc đưa thẳng ra phiên họp thứ hai.
Ủy ban nghe tờ trình về dự án và có quyền mời chuyên gia đưa ra ý kiến về nội dung dự án, có khi mở phiên điều trần. Ủy ban tiến hành thảo luận, sửa đổi dự án rồi quyết nghị trình trước phiên họp thứ hai của Lập pháp viện.
Ở phiên họp thứ hai, Lập pháp viện tiến hành thảo luận nội dung của dự án. Ủy viên lập pháp có quyền yêu cầu chất vấn, giải thích và sửa đổi dự án. Cuối phiên họp, Lập pháp viện quyết định đưa dự án ra phiên họp thứ ba, rút dự án hoặc trả về ủy ban xem xét lại. Trường hợp có một ủy viên lập pháp đề nghị Qít nhất 15 ủy viên tán thành thì Lập pháp viện quyết định tiến hành thủ tục xem xét lần thứ ba ngay ở phiên họp hiện tại.
Ở phiên họp thứ ba, chỉ được sửa đổi dự án, trừ phi có vi phạm hiến pháp hoặc pháp luật thì mới được đề nghị rút hoặc trả về ủy ban xem xét. Sau khi xem xét, Lập pháp viện tiến hành biểu quyết. Dự án được thông qua thì được đưa lên tổng thống công bố nội mười ngày. Trường hợp Hành chính viện yêu cầu, có tổng thống đồng ý thì Lập pháp viện xem xét lại dự án.
Sau khi tiếp nhận yêu cầu xem xét lại, Lập pháp viện họp toàn viện và có quyền yêu cầu Viện trưởng Hành chính viện ra trước Lập pháp viện giải thích lý do. Trường hợp đang nghỉ họp thì Lập pháp viện tự riệu tập phiên họp nội bảy ngày. Nội 15 ngày Lập pháp viện biểu quyết có giữ nguyên nội dung của dự án hay không, nếu không thì dự án không có hiệu lực. Nếu ít nhất quá nửa tổng số ủy viên lập pháp biểu quyết tán thành thì Viện trưởng Hành chính viện chấp nhận ngay quyết nghị của Lập pháp viện.
Luật, quy định của Lập pháp viện có hiệu lực sau khi được tổng thống công bố.

### Kỳ họp
Lập pháp viện họp hai kỳ mỗi năm. Kỳ họp thứ nhất khai mạc vào tháng 2, kỳ họp thứ hai khai mạc vào tháng 9.

## Ủy viên lập pháp

Các khu vực bầu cử Lập pháp viện khóa X thuộc các đảng (tháng 11 năm 2022):
DPP
KMT
Đảng Dân chúng Đài Loan
Không đảng tịch

Lập pháp viện gồm 113 ủy viên lập pháp được bầu ra theo chế độ hai phiếu. Nhiệm kỳ của ủy viên lập pháp là 4 năm.
- 73 ủy viên lập pháp được bầu ra theo chế độ đa số tương đối. Một khu vực bầu cử bầu ra một ủy viên lập pháp. Mỗi khu vực có khoảng 207.000 cử tri. Các huyện, thành phố chưa đạt tới số cử tri tiêu chuẩn được bảo đảm một ủy viên lập pháp.
- 34 ủy viên lập pháp được bầu ra theo chế độ đại diện tỷ lệ liên danh đảng. Số ghế của mỗi đảng được tính theo phép tính số dư lớn nhất. Một đảng phải được ít nhất 5% số phiếu bầu thì mới chiếm được ghế. Liên danh các đảng phải có quá nửa số ứng viên là nữ.
- 6 ủy viên lập pháp được bầu ra theo chế độ một phiếu không thể chuyển nhượng. 6 ghế này được dành cho các dân tộc thiểu số của Đài Loan. Có hai khu vực bầu cử, mỗi khu bầu ra ba ủy viên lập pháp.

Sáu mươi ngày trước khi Lập pháp viện hết nhiệm kỳ, Lập pháp viện khóa mới phải được bầu xong. Ủy viên lập pháp có thể bị bãi nhiệm. Ủy viên lập pháp, Viện trưởng, Phó Viện trưởng Lập pháp viện tuyên thệ nhậm chức trước một thẩm phán Tư pháp viện.
Nhiệm kỳ của ủy viên lập pháp là 4 năm. Tuy nhiên, tổng thống có quyền giải tán Lập pháp viện nên có thể bị rút ngắn. Nhiệm kỳ của ủy viên lập pháp bắt đầu từ ngày nhậm chức.

## Tổ chức
Sự tổ chức của Lập pháp viện được chia thành hai bộ phận là "đơn vị nghị sự" và "đơn vị hành chính". Đơn vị nghị sự là các ủy ban của Lập pháp viện gồm những ủy viên lập pháp. Đơn vị hành chính là bộ máy tham mưu của Lập pháp viện, do Tổng thư ký và Phó Tổng Thư ký lãnh đạo.

### Đơn vị nghị sự
Đơn vị nghị sự của Lập pháp viện gồm các ủy ban. Ủy ban của Lập pháp viện chia thành hai loại là ủy ban thường trực và ủy ban đặc biệt.
| Ủy ban thường trực                           | Ủy ban thường trực |
| Tên gọi                                      | Ủy viên triệu tập kỳ họp thứ sáu khóa X |
| -------------------------------------------- | --- |
| Ủy ban Nội chính                             | Vương Mỹ Huệ ( Dân chủ Tiến bộ Đảng), Lâm Văn Thụy ( Quốc dân Đảng)                                                                                               |
| Ủy ban Ngoại giao và Quốc phòng              | Vương Định Vũ ( Dân chủ Tiến bộ Đảng), Mã Văn Quân ( Quốc dân Đảng)                                                                                               |
| Ủy ban Kinh tế                               | Lại Thụy Long ( Dân chủ Tiến bộ Đảng), Dương Quỳnh Anh ( Quốc dân Đảng)                                                                                           |
| Ủy ban Tài chính                             | Chung Giai Tân ( Dân chủ Tiến bộ Đảng), Phí Hồng Thái ( Quốc dân Đảng)                                                                                            |
| Ủy ban Giáo dục và Văn hóa                   | Trần Tú Bảo ( Dân chủ Tiến bộ Đảng), Trịnh Chính Kiềm ( Quốc dân Đảng)                                                                                            |
| Ủy ban Giao thông                            | Lưu Thế Phương ( Dân chủ Tiến bộ Đảng), Lỗ Minh Triết ( Quốc dân Đảng)                                                                                            |
| Ủy ban Tư pháp và Pháp chế                   | Trần Âu Phách ( Dân chủ Tiến bộ Đảng), Lâm Tư Minh ( Quốc dân Đảng)                                                                                               |
| Ủy ban Phúc lợi xã hội và Vệ sinh môi trường | Khâu Thái Nguyên ( Dân chủ Tiến bộ Đảng), Trương Dục Mỹ ( Quốc dân Đảng)                                                                                          |
| Ủy ban đặc biệt                              | |
| Tên gọi                                      | Ủy viên triệu tập kỳ họp thứ sáu khóa X |
| Ủy ban Trình tự                              | Quản Bích Linh ( Dân chủ Tiến bộ Đảng), Lý Đức Duy ( Quốc dân Đảng)                                                                                               |
| Ủy ban Kỷ luật                               | Vương Mỹ Huệ, Vương Định Vũ, Lại Thụy Long, Khâu Thái Nguyên ( Dân chủ Tiến bộ Đảng) Phí Hồng Thái, Trịnh Chính Kiềm, Lỗ Minh Triết, Lâm Tư Minh ( Quốc dân Đảng) |

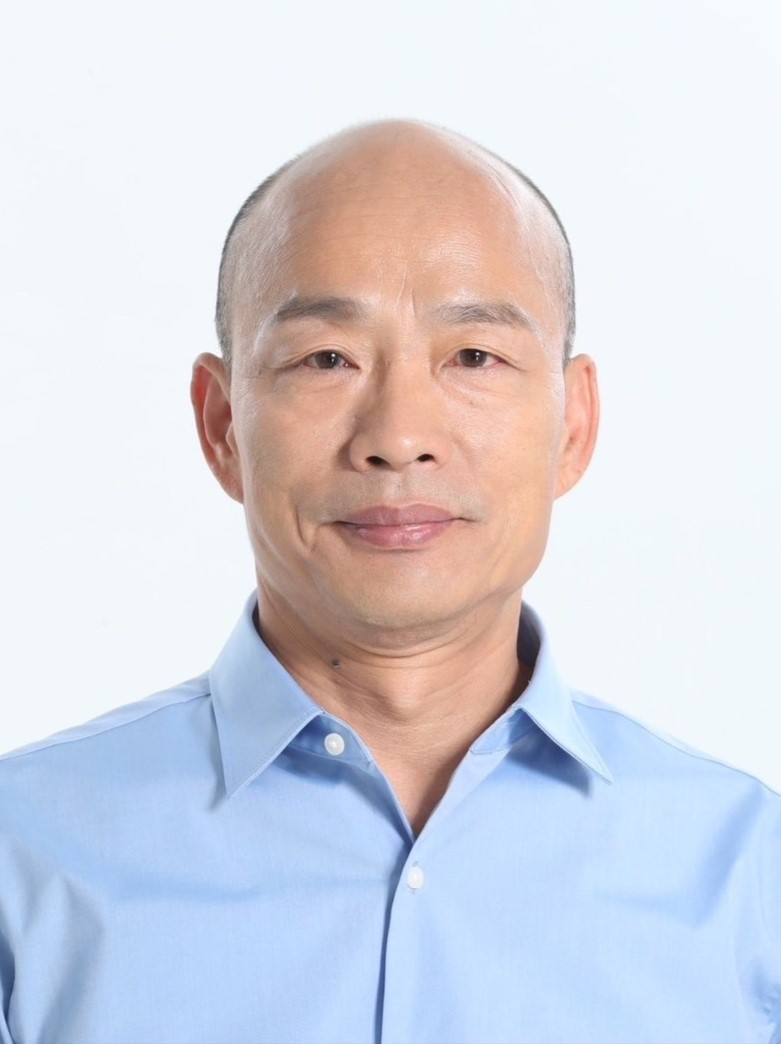
Hàn Quốc Vũ, Viện trưởng Lập pháp viện đương chức

| Ủy ban Kiểm soát kinh phí                    | Lâm Tư Minh ( Quốc dân Đảng), Trần Tiêu Hoa (Lực lượng Thời đại)                                                                                                  |
| Ủy ban Sửa đổi hiến pháp                     | Chung Giai Tân, Quản Bích Linh, Chu Xuân Mễ ( Dân chủ Tiến bộ Đảng) Trịnh Lệ Văn, Lý Quý Mẫn ( Quốc dân Đảng)                                                     |

#### Viện trưởng, Phó viện trưởng
Viện trưởng Lập pháp viện là người đứng đầu Lập pháp viện, có Phó Viện trưởng giúp làm nhiệm vụ. Viện trưởng và Phó Viện trưởng do Lập pháp viện bầu. Viện trưởng Lập pháp viện có nhiệm vụ chủ tọa các phiên họp của Lập pháp viện.

### Đơn vị hành chính
- Tổng Thư ký
  - Phó Tổng Thư ký
    - Cố vấn
    - Tham sự
- Ban Thư ký
- Phòng Nghị sự
- Phòng Thông cáo
- Phòng Tổng vụ
- Phòng Thông tin
- Phòng Nhân sự
- Phòng Kế toán
- Trung tâm Phục vụ Nam Trung Bộ (Viện bảo tàng Dân chủ)
- Vụ Pháp chế
- Trung tâm Dự toán
- Thư viện Quốc hội
- Viện bảo tàng Nghị Chính

#### Tổng Thư ký
Tổng Thư ký và Phó Tổng Thư ký Lập pháp viện do Viện trưởng Lập pháp viện bổ nhiệm. Tổng Thư ký có nhiệm vụ xử lý công tác của Lập pháp viện và lãnh đạo biên chế của Lập pháp viện. Phó Tổng Thư ký giúp Tổng Thư ký làm nhiệm vụ.

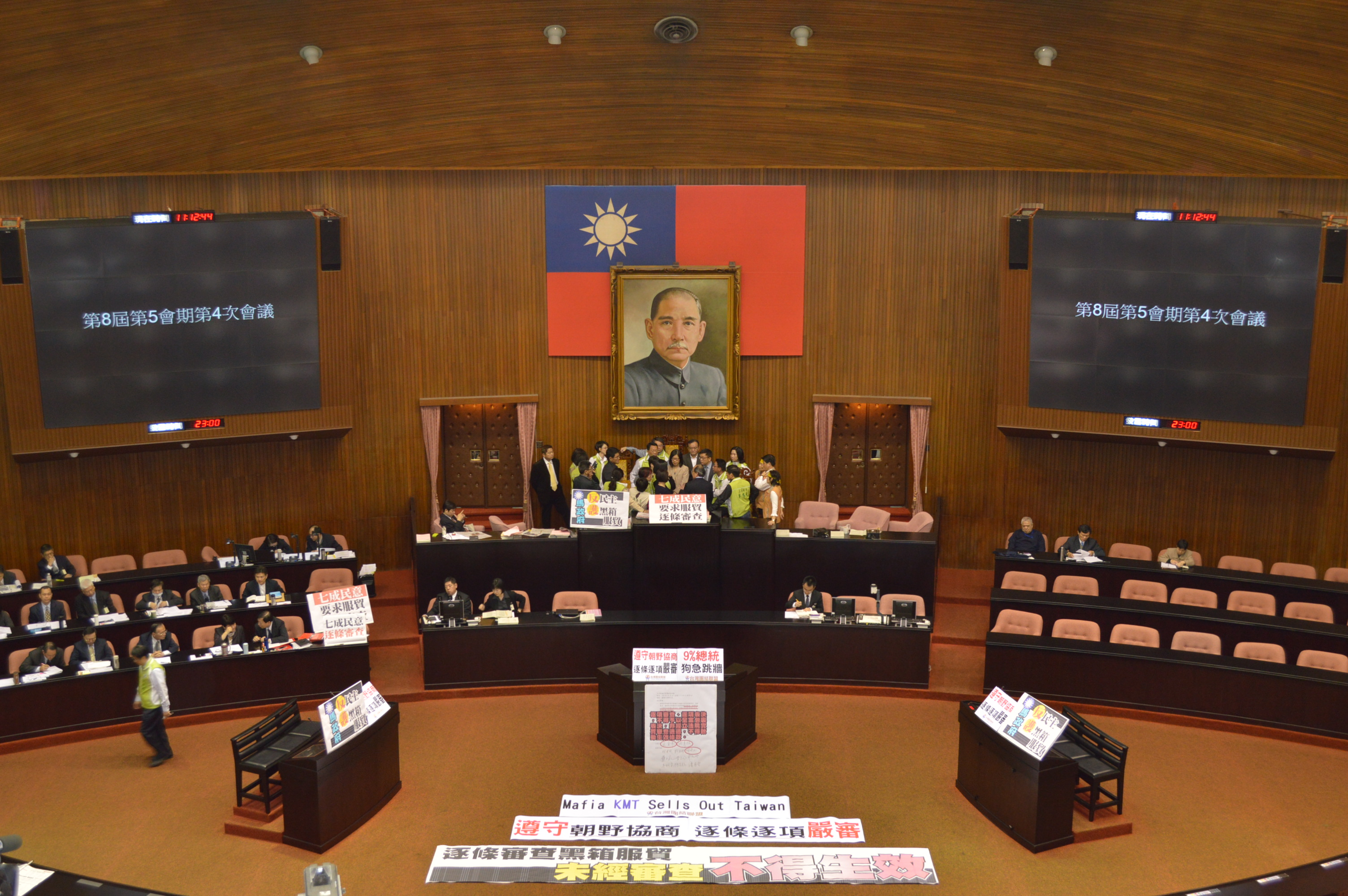
Hôm trước ngày Lập pháp viện bị Phong trào sinh viên Hoa Hướng Dương chiếm đóng, đài chủ tịch bị những uỷ viên lập pháp chiếm đóng để phản đối hiệp định thương mại của Quốc dân Đảng

## Lịch sử

### Sáng lập

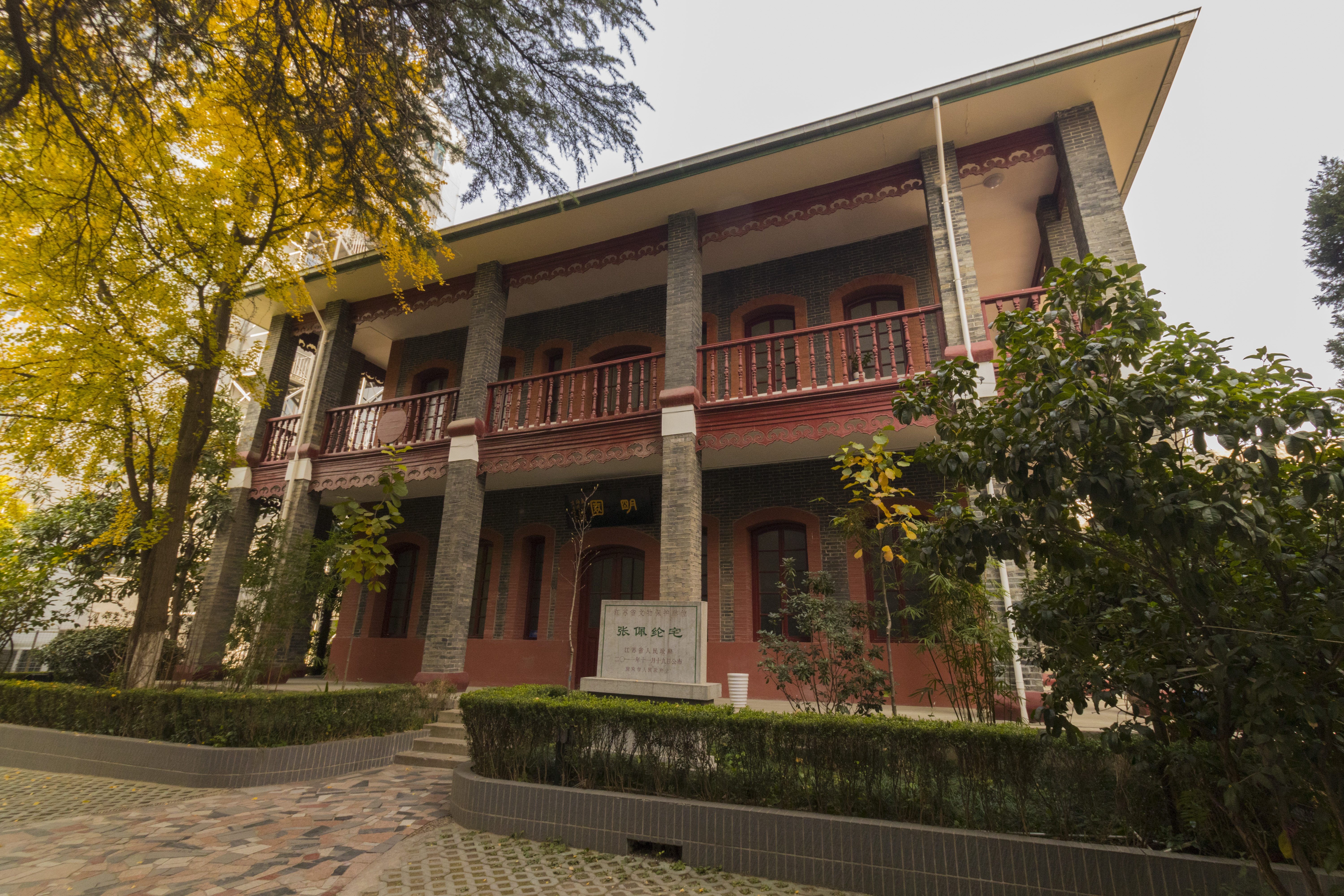
Trụ sở Lập pháp viện từ năm 1928 đến năm 1937

Tháng 10 năm 1928, Chính phủ Quốc dân Đảng thành lập Lập pháp viện ở Nam Kinh, có quyền quyết định làm luật, dự toán ngân sách nhà nước, đại xá, tuyên chiến, nghị hòa, phê chuẩn điều ước và các văn bản quốc tế khác. Lập pháp viện gồm 49 ủy viên lập pháp do Chính phủ Quốc dân Đảng bổ nhiệm, nhiệm kỳ là 2 năm. Hồ Hán Dân là Viện trưởng Lập pháp viện đầu tiên, Lâm Sâm là Phó Viện trưởng. Lập pháp viện có 5 ủy ban pháp chế, ngoại giao, tài chính, kinh tế và quân sự, chủ nhiệm do Viện trưởng Lập pháp viện chỉ định.
Ngày 28 tháng 2 năm 1931, Hồ Hán Dân bị quản chế ở Thang Sơn. Ngày 23 tháng 3, Thiệu Nguyên Trùng đảm nhiệm chức vụ Viện trưởng. Ngày 9 tháng 12, Đàm Chấn thay Thiệu Nguyên Trùng. Tôn Khoa về Nam Kinh kế nhiệm Viện trưởng. Ngày 30 tháng 12 năm 1931, Chính phủ Quốc dân Đảng tăng số ủy viên lập pháp lên 99 người. Tháng 11 năm 1937, Lập pháp viện dời về Trùng Khánh. Tháng 5 năm 1938, Trùng Khánh bị máy bay Nhật oanh tạc, Lập pháp viện phải dời về Du Bắc. Sau Chiến tranh Trung–Nhật, Lập pháp viện về lại Nam Kinh.

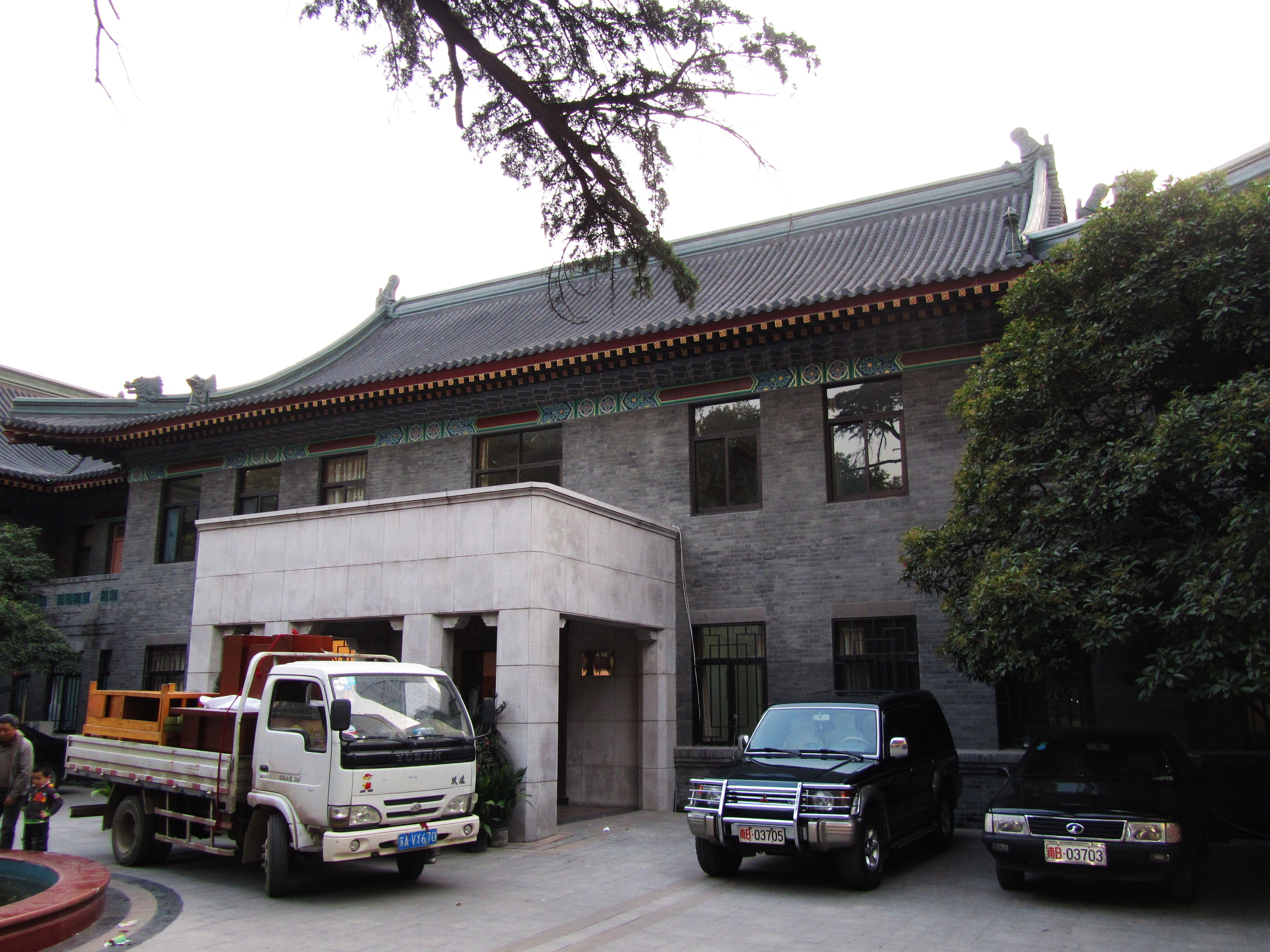
Trụ sở Lập pháp viện và Giám sát viện từ năm 1946 đến năm 1949

### Cải cách
Tháng 3 năm 1947, Chính phủ Quốc dân Đảng cải tổ Lập pháp viện, đặt ra 19 ủy ban. Ngày 25 tháng 12 năm 1947, Hiến pháp Trung Hoa Dân quốc được ban hành. Năm 1948, Lập pháp viện khóa I được bầu ra, gồm 759 ủy viên lập pháp. Lập pháp viện có quyền làm, sửa đổi luật, quyết định dự toán ngân sách nhà nước và giám sát chính phủ nhưng quyền thay đổi lãnh thổ, sửa đổi hiến pháp, bãi nhiệm tổng thống, phó tổng thống thì do Quốc dân Đại hội thực hiện.
Năm 1950, Lập pháp viện cùng Chính phủ Trung Hoa Dân quốc dời về Đài Loan sau khi bị Đảng Cộng sản Trung Quốc đánh bại. Chỉ có 380 ủy viên lập pháp đi theo. Tổng thống Tưởng Giới Thạch yêu cầu Lập pháp viện gia hạn nhiệm kỳ một năm. Năm 1951, Tư pháp viện cho phép Lập pháp viện tiếp tục gia hạn nhiệm kỳ. Chính phủ lấy cớ không thể tổ chức bầu cử ở đại lục mà không chịu bầu lại Lập pháp viện. Năm 1969, chính phủ lần đầu tiên tổ chức bầu bổ sung 11 ủy viên lập pháp. Năm 1989, tổ chức bầu bổ sung 130 ủy viên lập pháp. Tuy nhiên, các ủy viên được bầu ra từ đại lục vào năm 1948 chưa từng được bầu lại, dư luận gọi là "quốc hội muôn năm".
Năm 1991, các ủy viên lập pháp khóa I đồng ý từ chức, trừ các ủy viên được bầu vào năm 1989 ra. Năm 1992, lần đầu tiên Lập pháp viện được bầu lại, 161 ủy viên lập pháp được bầu ra, nhiệm kỳ là 3 năm. Năm 1998, số ủy viên lập pháp được tăng lên 225 người. Năm 2005, Quốc dân Đại hội quyết định sửa đổi hiến pháp, giảm số ủy viên lập pháp xuống 113 người, quy định lại nhiệm kỳ là 4 năm.
Sau khi Quốc dân Đại hội bị giải thể vào năm 2005, Lập pháp viện tiếp quản hầu hết các quyền hạn của Quốc dân Đại hội, trở thành quốc hội duy nhất của Trung Hoa Dân quốc.

## Trụ sở
Trụ sở của Lập pháp viện ban đầu đặt ở Nam Kinh. Thời kỳ Chiến tranh Trung–Nhật, Lập pháp viện được dời về Trùng Khánh, có cùng trụ sở với Tư pháp viện và Ủy ban Mông Tạng. Năm 1950, Lập pháp viện cùng Chính phủ Trung Hoa Dân quốc dời về Đài Loan. Hiện nay trụ sở của Lập pháp viện đặt trên đường Nam Trung Sơn, thành phố Đài Bắc.
Ngày 19 tháng 2 năm 2017, Sở Văn hóa thành phố Đài Bắc quyết định công nhận tòa nhà hành chính Lập pháp viện là di tích thành phố, nghị trường Lập pháp viện là công trình kiến trúc lịch sử.

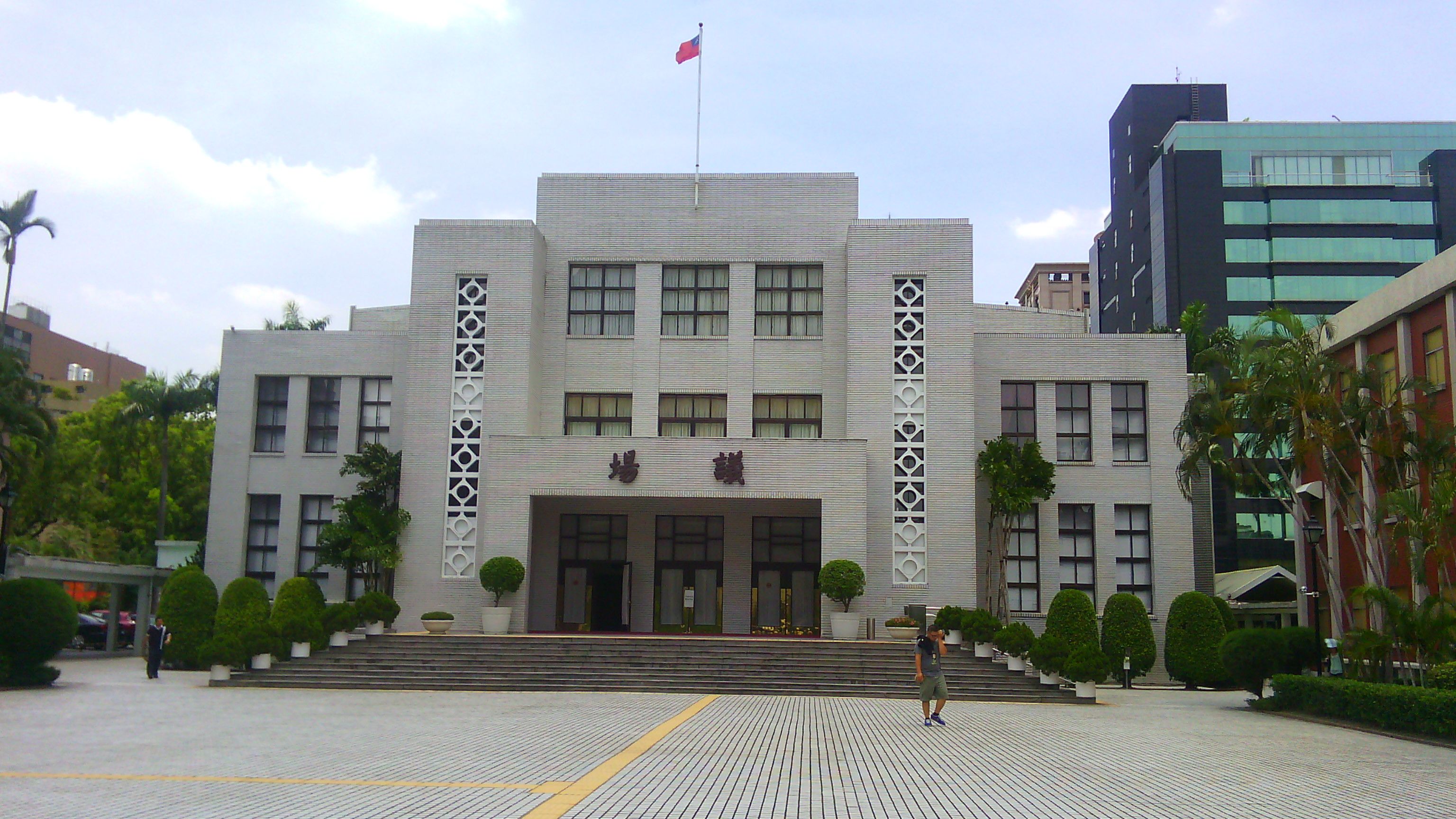
Cửa chính nghị trường Lập pháp viện
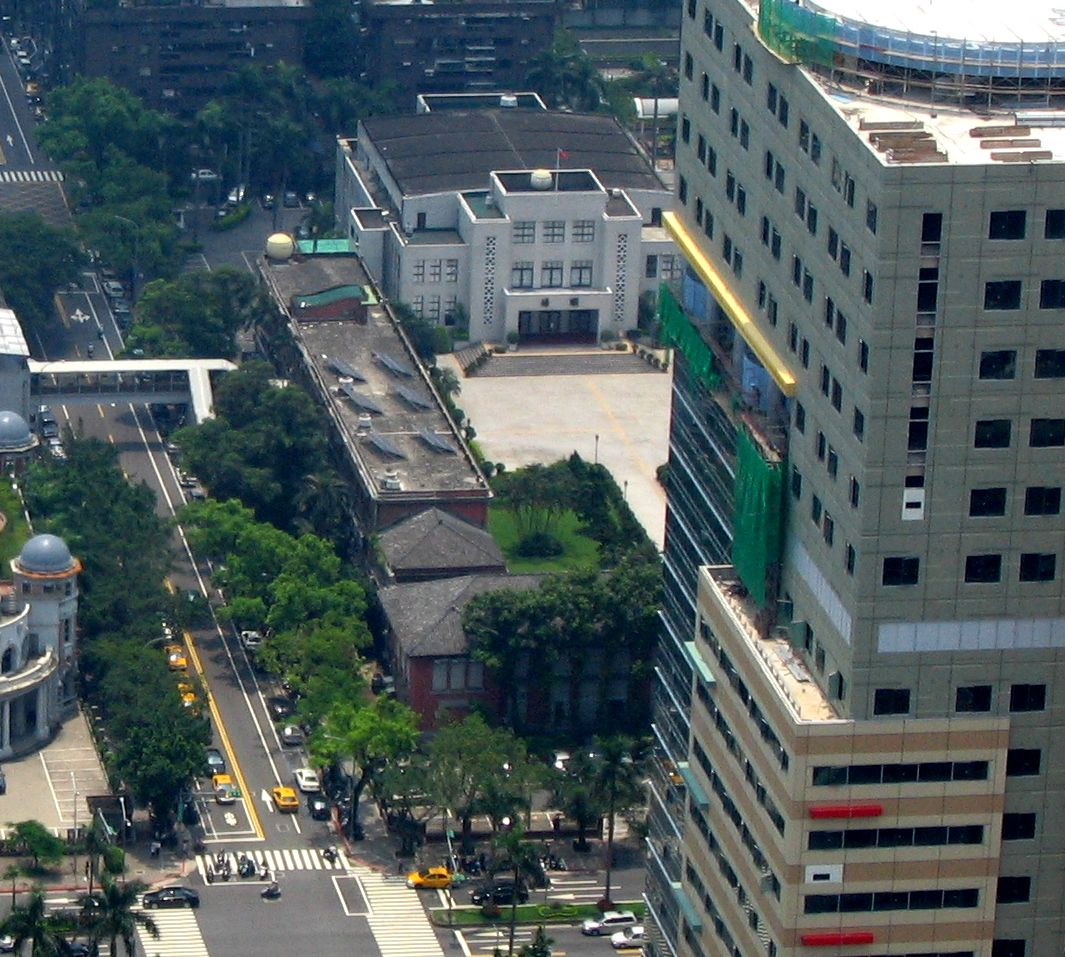
Khu Lập pháp viện
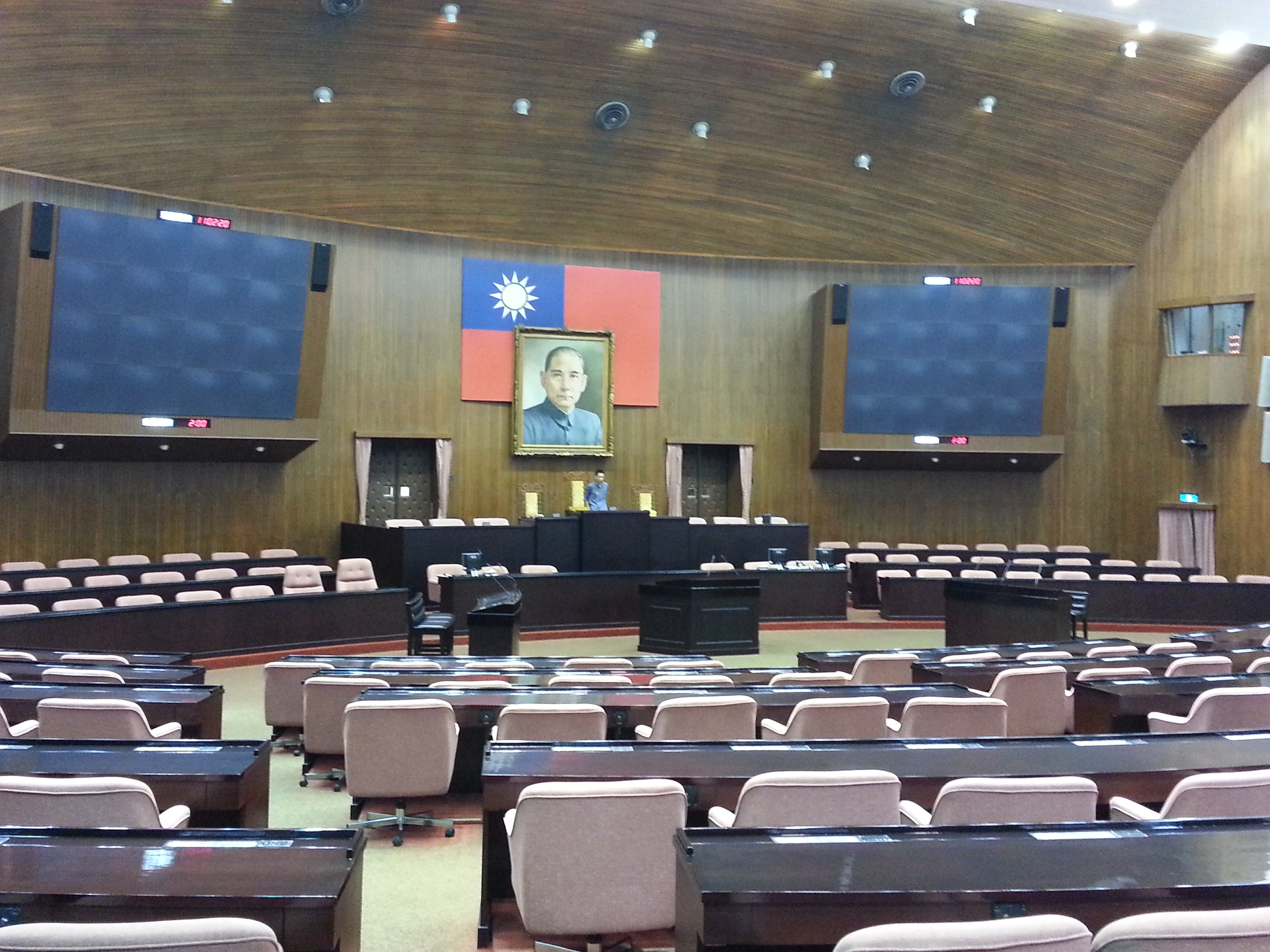
Nghị trường Lập pháp viện
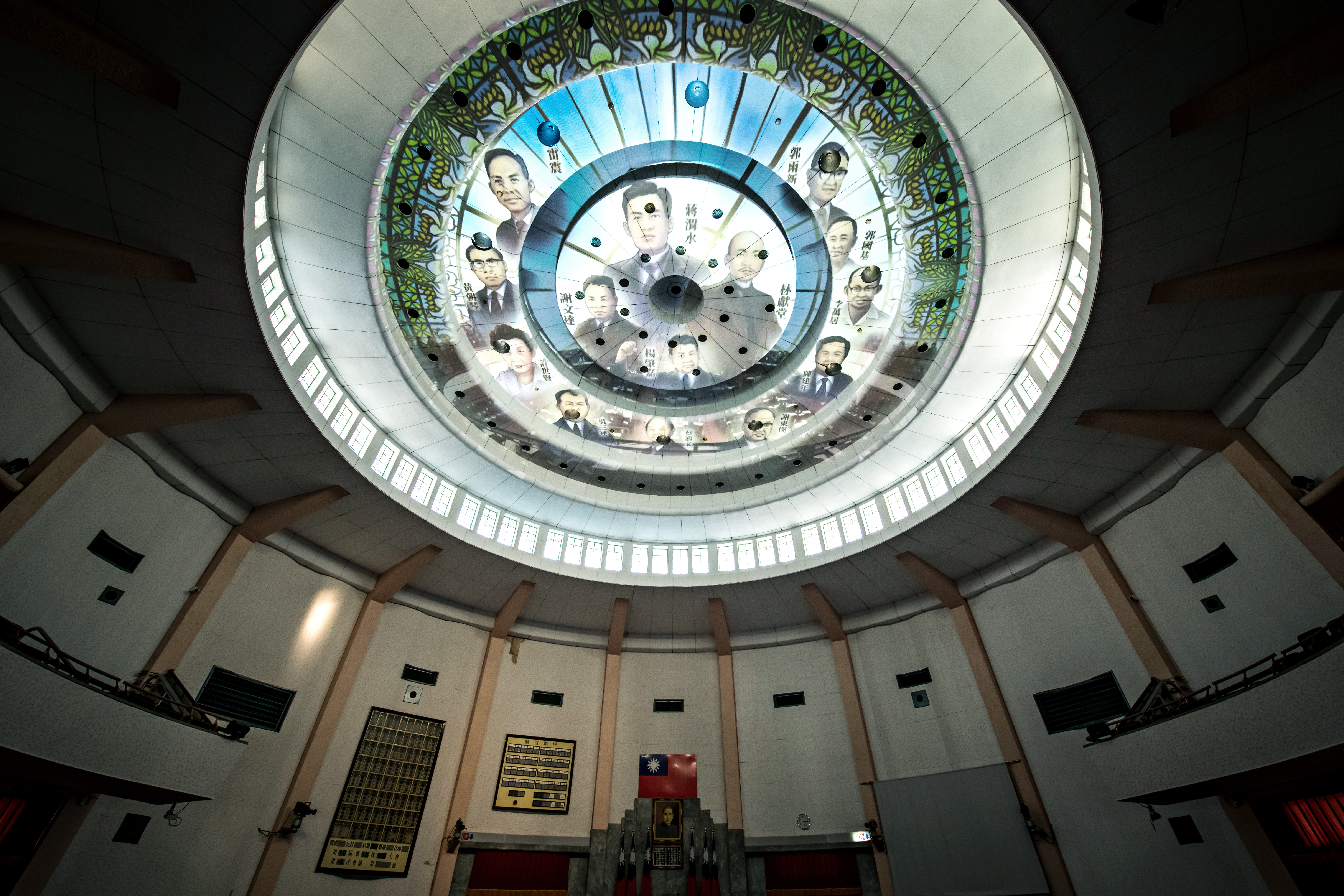
Viện bảo tàng Dân chủ
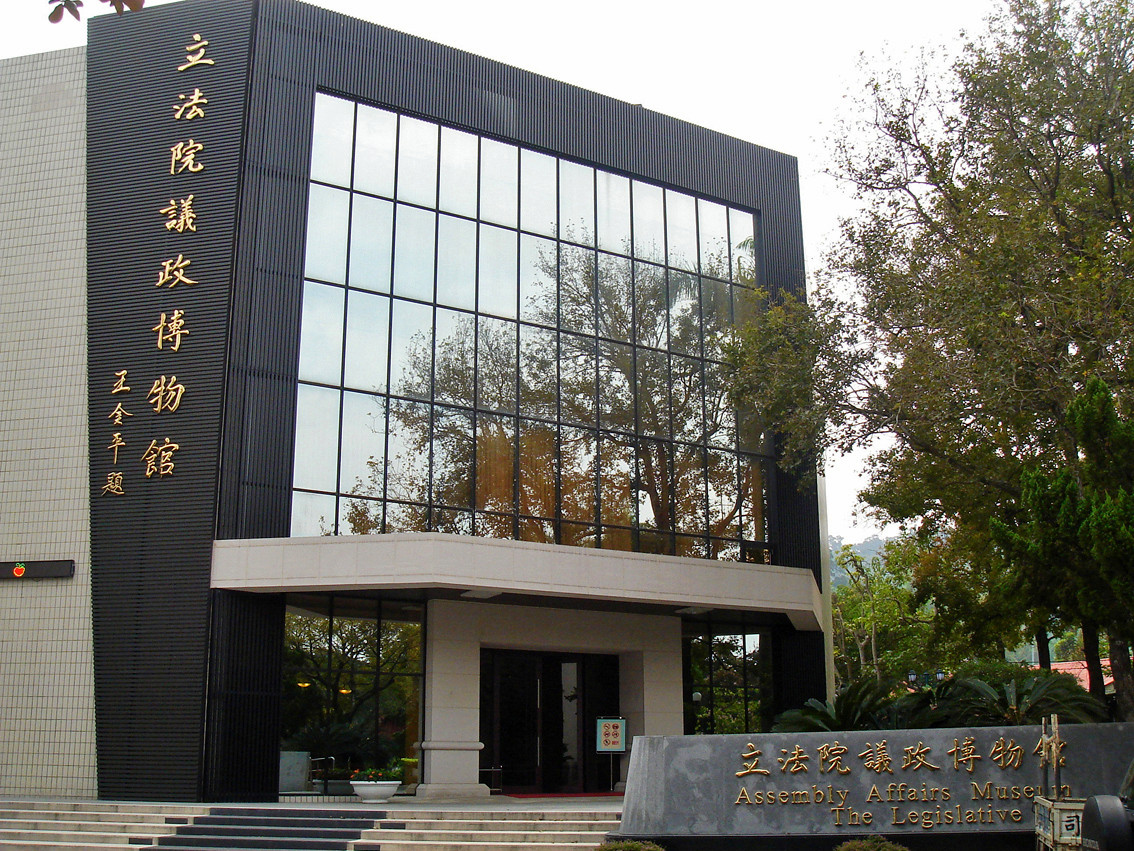
Viện bảo tàng Nghị Chính Lập pháp viện
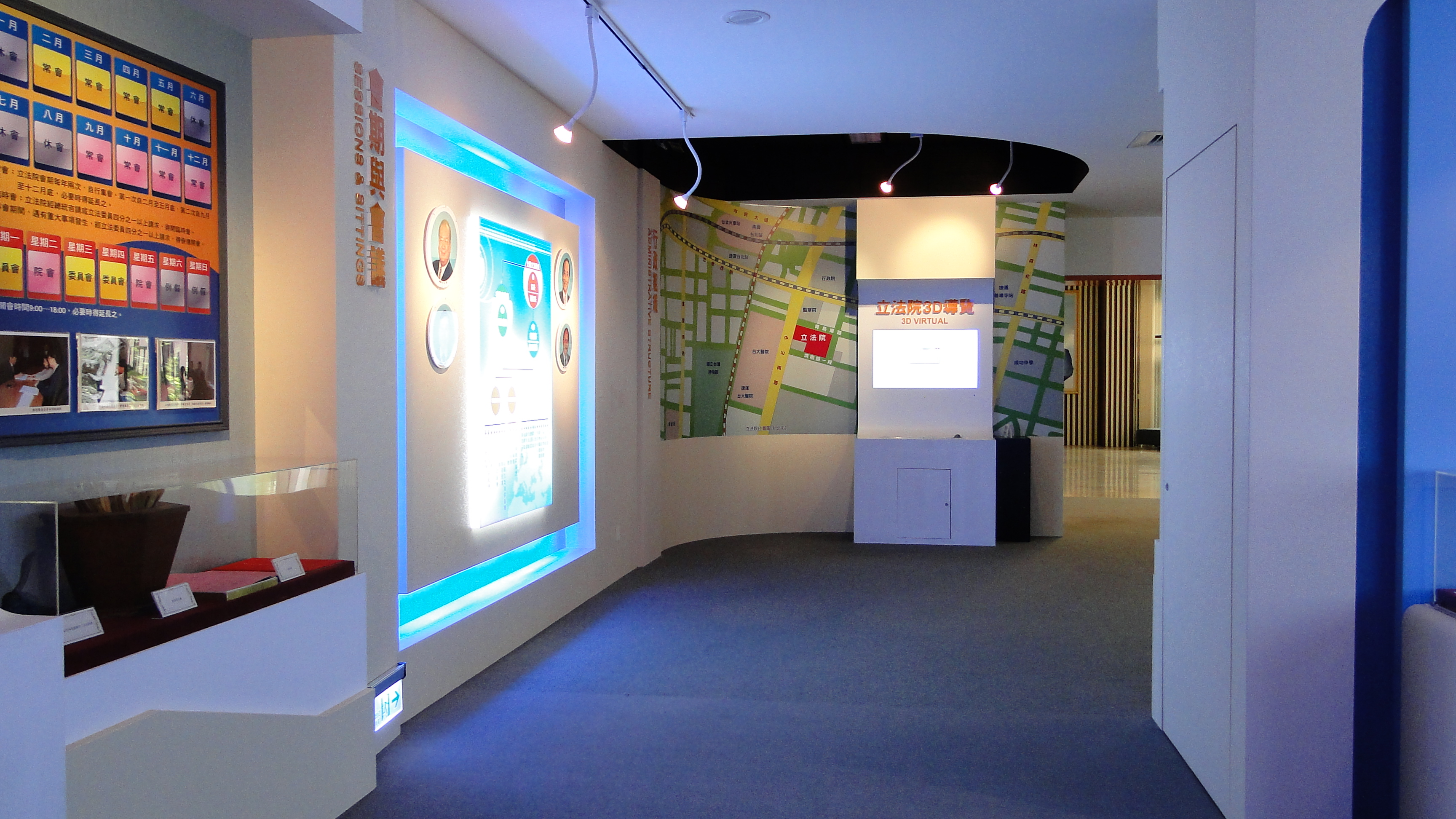
Triển lãm Viện bảo tàng Nghị Chính Lập pháp viện

## Những sự kiện nổi bật

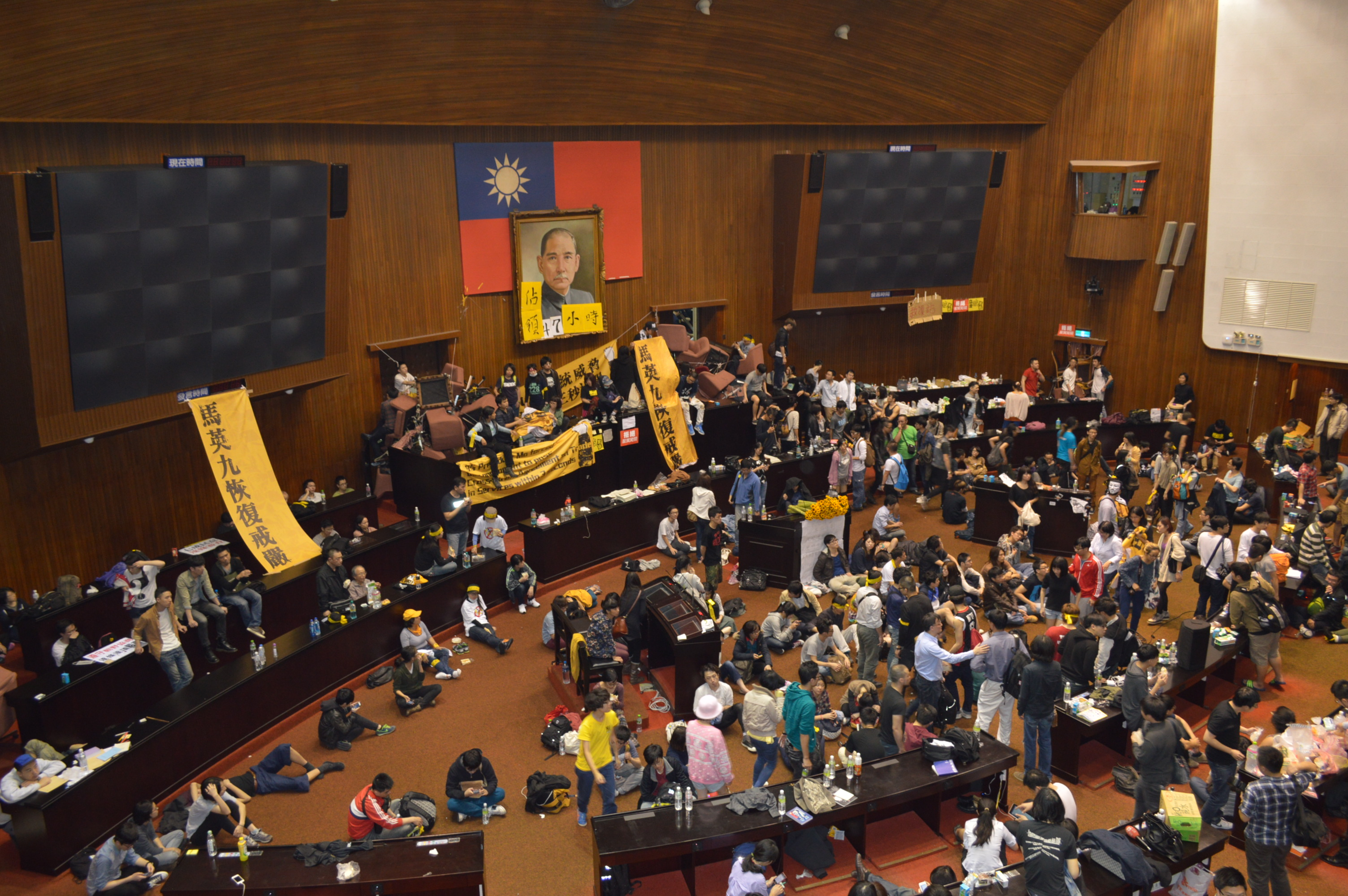
Lập pháp viện bị chiếm đóng trong Phong trào sinh viên Hoa Hướng Dương

### Bạo lực ở Lập pháp viện
Từ năm 1988, ủy viên lập pháp được miễn trách nhiệm đối với ngôn luận ở Lập pháp viện, gây ra hệ lụy là tình trạng đánh đập giữa các ủy viên lập pháp.

### Giải Ig Nobel Hòa bình
Ngày 6 tháng 10 năm 1995, Giải Ig Nobel Hòa bình thứ 5 được trao cho Lập pháp viện vì "đã chứng minh rằng các chính khách đấm đá nhau được lợi hơn là gây chiến với nước khác".

### Chiếm đóng Lập pháp viện
Ngày 18 tháng 3 năm 2014, 200 sinh viên thuộc Phong trào sinh viên Hoa Hướng Dương xông vào Lập pháp viện chiếm đóng nghị trường để biểu tình phản đối Hiệp định Thương mại dịch vụ giữa Đài Loan và Trung Quốc.